# Пію біловусий
Пію біловусий (Synallaxis candei) — вид горобцеподібних птахів родини горнерових (Furnariidae). Мешкає в Колумбії і Венесуелі. Вид названий на честь французького адмірала Антуана Марі Фердинанда де Мосьйона де Канде.

## Опис

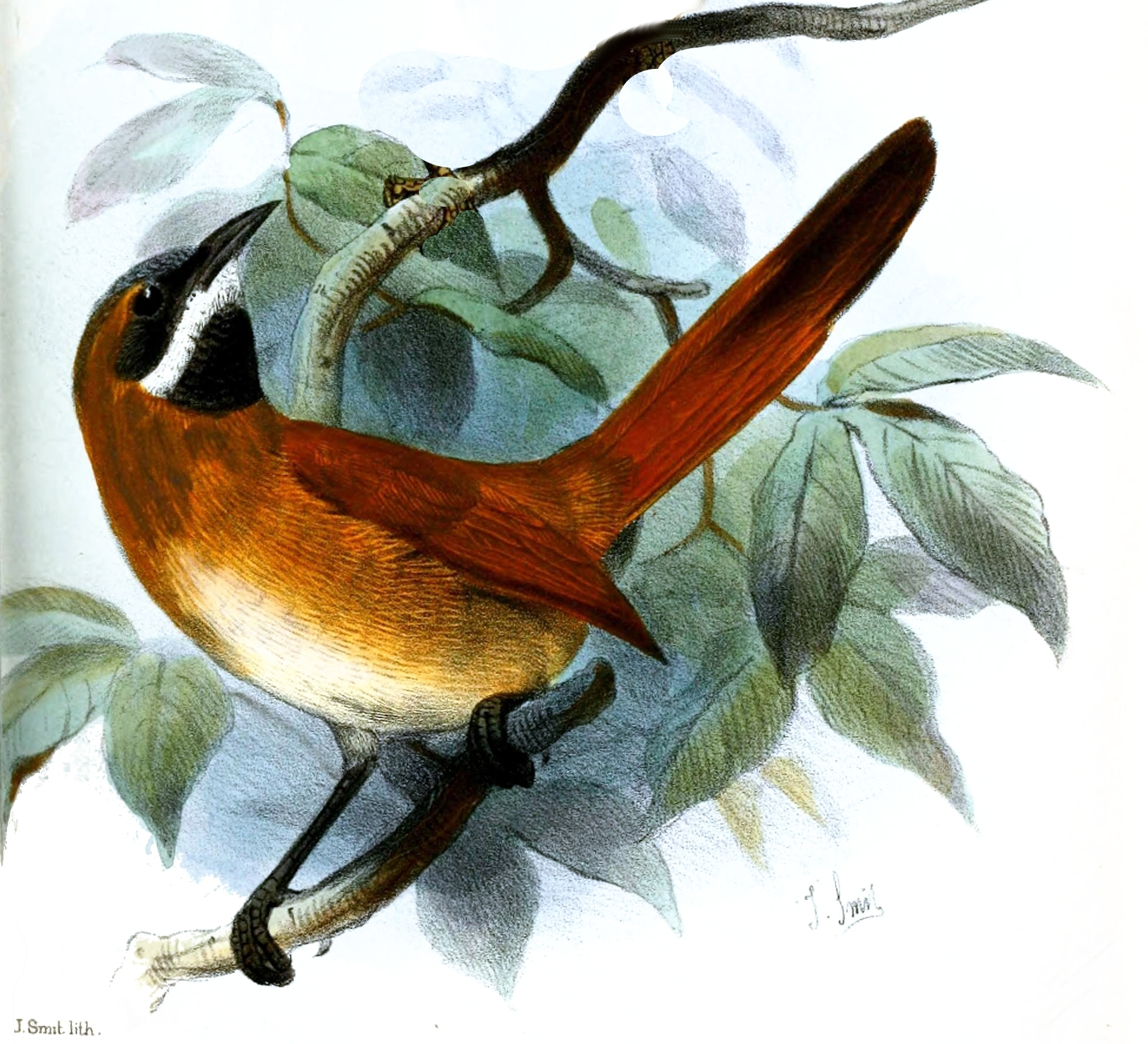
Біловусий пію

Довжина птаха становить 15-17 см, вага 14-16 г. Тім'я сірувато-коричневе, щоки і горло чорні, під дзьобом широкі білі "вуса". Верхня частина тіла і хвіст рудувато-каштанові. Груди коричневі, живіт ьілуватий.

## Підвиди
Виділяють три підвиди:
- S. c. candei d'Orbigny & Lafresnaye, 1838 — північна Колумбія (від північного Сукре на схід до західної Маґдалени);
- S. c. atrigularis (Todd, 1917) — північна Колумбія (долина річки Магдалени на південь до Болівару);
- S. c. venezuelensis Cory, 1913 — північно-східна Колумбія (від півострова Гуахіра на південь до Сесара) і північно-західна Венесуела (від Сулії на схід до Фалькона і східної Лари).

## Поширення і екологія
Біловусі пію мешкають в підліску сухих тропічних лісів, в чагарникових заростях і мангрових лісах. Зустрічаються на висоті до 1100 м над рівнем моря. Віддають перевагу ксерофітним заростям Prosopis juliflora, молочаю і кактусів біля водойм на висоті до 300 м над рівнем моря.